# Brandon Castle
Brandon Castle är ett slott i Storbritannien.   Det ligger i grevskapet Warwickshire och riksdelen England, i den södra delen av landet, 130 km nordväst om huvudstaden London. Brandon Castle ligger 73 meter över havet.
Terrängen runt Brandon Castle är platt. Runt Brandon Castle är det ganska tätbefolkat, med 248 invånare per kvadratkilometer. Närmaste större samhälle är Coventry, 8,0 km väster om Brandon Castle. Trakten runt Brandon Castle består till största delen av jordbruksmark.